# Botschaft der Vereinigten Staaten in Berlin

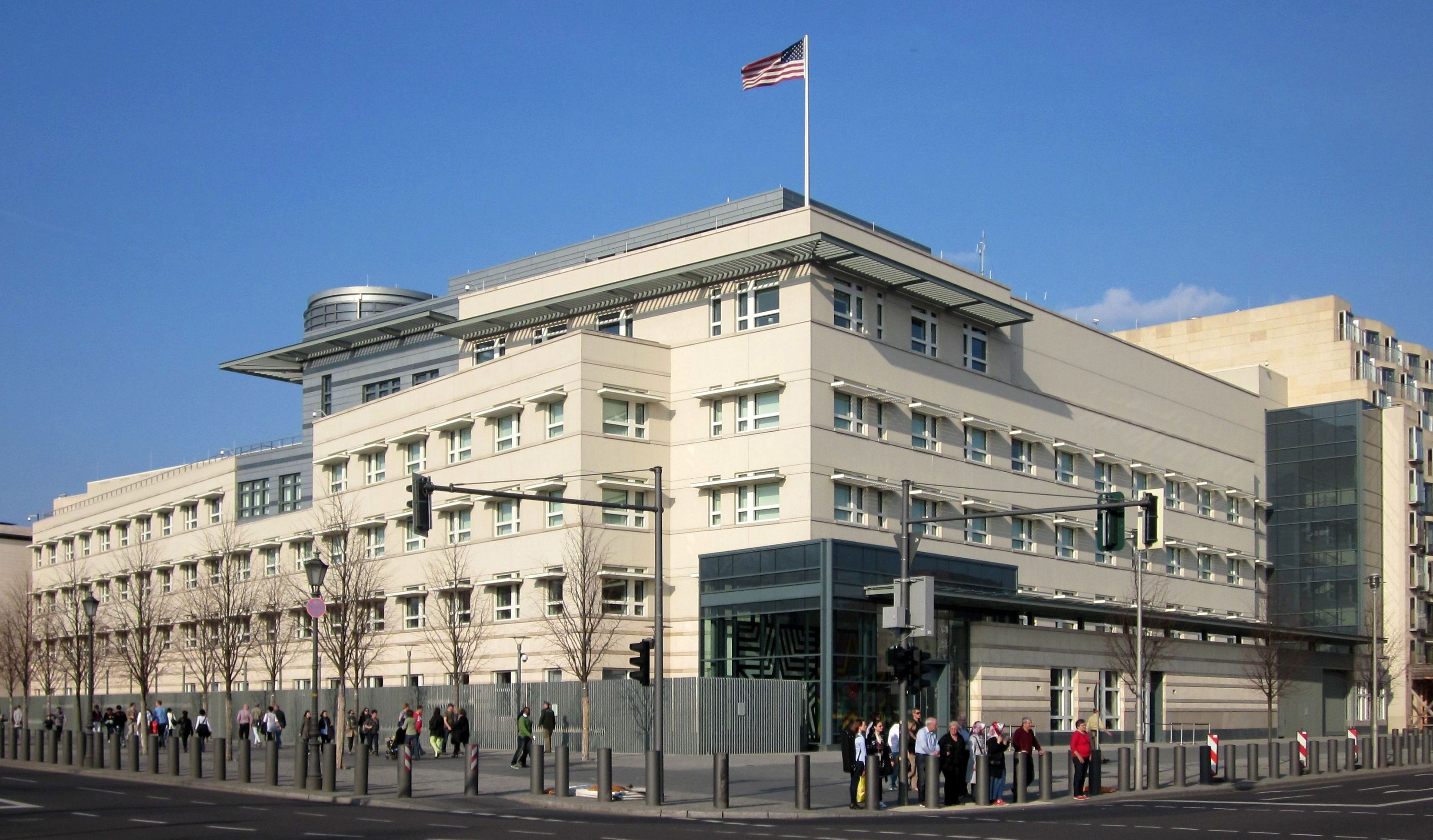
Gebäudeseite an Ebertstraße und Behrenstraße

Die Botschaft der Vereinigten Staaten in Berlin ist der Sitz der Auslandsvertretung (Mission) der Vereinigten Staaten von Amerika (USA) in Deutschland. Der Behörde unterstehen die eigentliche Botschaft in Berlin sowie ihre Konsulate in Frankfurt, Düsseldorf, München, Leipzig und Hamburg. Die Kanzlei befindet sich in einem Neubau am Pariser Platz wenige Meter vom Brandenburger Tor entfernt und wurde am 4. Juli 2008 im Beisein des früheren US-Präsidenten George H. W. Bush und der Bundeskanzlerin Angela Merkel offiziell eröffnet, nachdem die Mitarbeiter bereits Ende Mai 2008 ihre Arbeit im neuen Gebäude aufgenommen hatten. Zuvor befand sich die Botschaft in einem Gebäude in der Neustädtischen Kirchstraße 4/5 in Berlin-Mitte.
Die diplomatischen Beziehungen zwischen den USA und Deutschland gehen auf den Beginn des 19. Jahrhunderts zurück.
Botschafter war bis zu seiner Entlassung durch den US-Präsidenten Donald Trump im Januar 2017 John B. Emerson. Am 8. Mai 2018 übergab Emersons Nachfolger Richard Grenell sein Beglaubigungsschreiben an Bundespräsident Frank-Walter Steinmeier. Am 2. Juni 2020 trat Grenell zurück. Vom 17. Februar 2022 bis zu ihrem Rücktritt im Juli 2024 war Amy Gutmann Botschafterin der Vereinigten Staaten in Deutschland. Seit dem 26. Juli 2024 leitet Alan Meltzer als Geschäftsträger ad interim die Botschaft.

## Geschichte

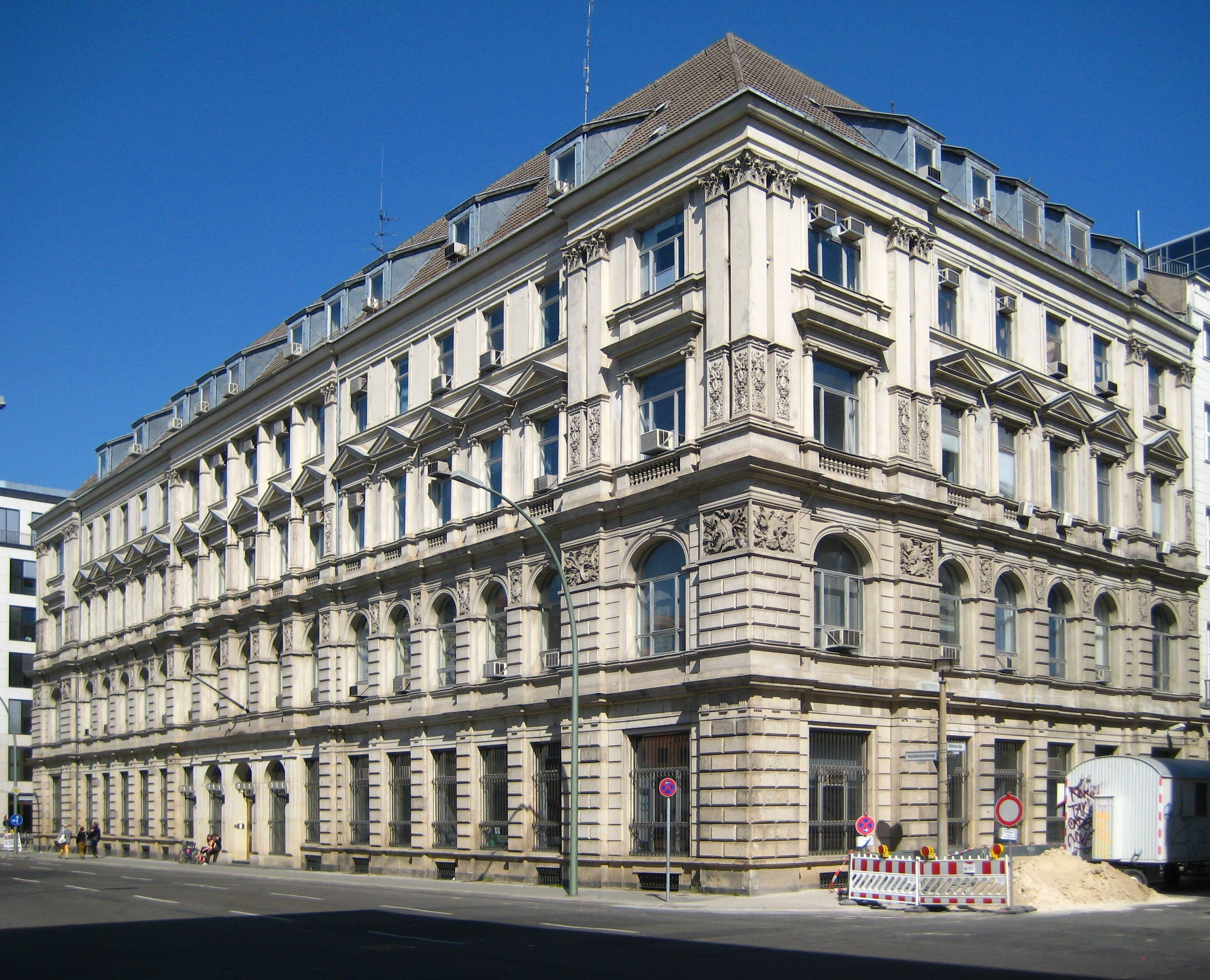
Ehemaliger Botschaftsstandort in der Neustädtischen Kirchstraße, erbaut 1886/1887 von den Architekten von der Hude & Hennicke

### 1797–1939: Wechselnde Botschaftsstandorte

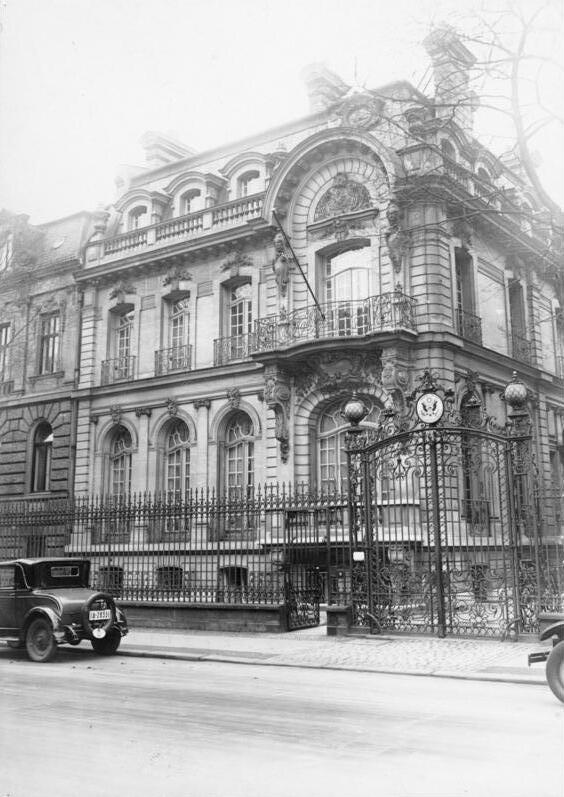
Botschaftsgebäude in der Bendlerstraße, 1928

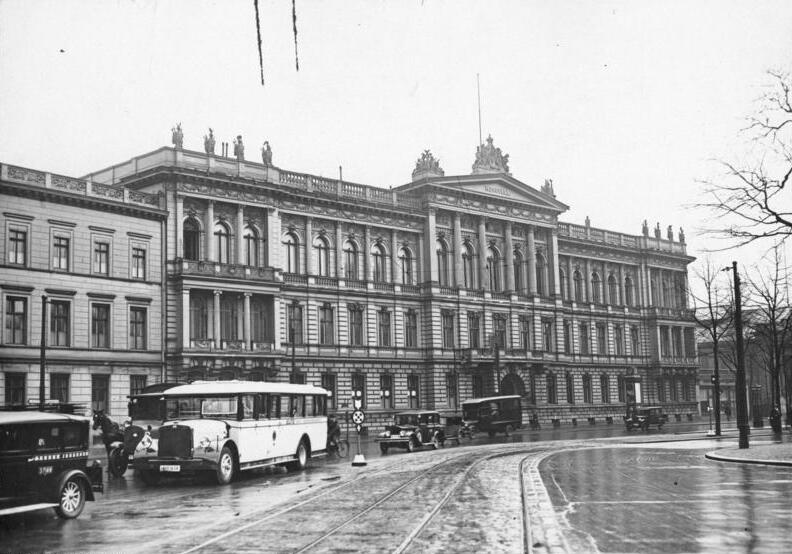
Amerikanische Botschaft, 1930
Ansicht vom Tiergarten aus, links das Haus Sommer

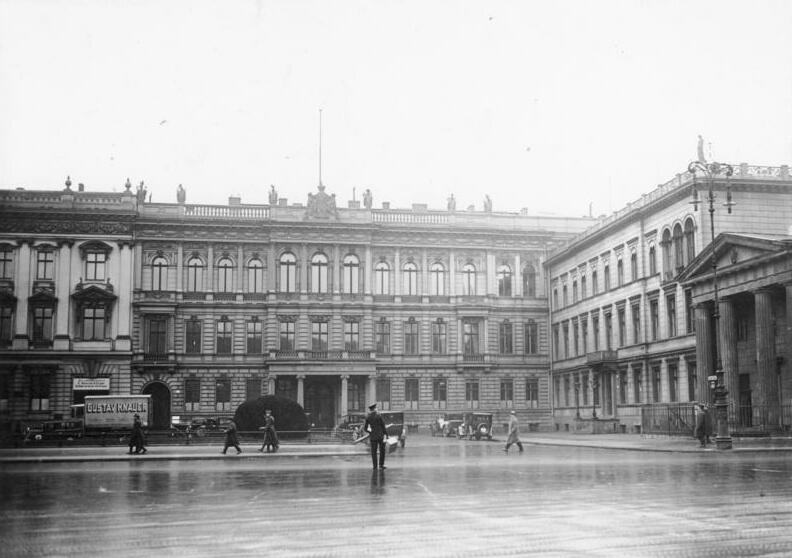
US-amerikanische Botschaft 1932
Ansicht vom Pariser Platz, rechts das Haus Sommer

Im Jahr 1797 wurde mit John Quincy Adams, dem späteren sechsten Präsidenten der USA, der erste Botschafter der USA in die damalige preußische Hauptstadt Berlin entsandt. Der Standort der Botschaft änderte sich in der folgenden Zeit mehrfach, da die Räumlichkeiten jeweils immer nur gemietet wurden. Im Jahr 1925 wurde beispielsweise die Voßstraße 12 als Sitz der diplomatischen Vertretung angegeben. Der letzte gemietete Botschaftsstandort nach dem Wilhelmplatz befand sich in der Bendlerstraße 39 (heutige Stauffenbergstraße) in Tiergarten.

### 1939–1941: Im Palais Blücher
Seit 1924 interessierten sich die USA für ein eigenes Botschaftsgebäude in Berlin und unterschrieben 1930 einen Vorvertrag zum Kauf des Palais Blücher am Pariser Platz 2. Noch vor dem endgültigen Kauf der Immobilie zerstörte am 15. April 1931 ein Feuer das Palais – der Vertrag kam kurze Zeit später dennoch für 1,8 Millionen US-Dollar zustande. Der Wiederaufbau des Gebäudes verzögerte sich jedoch um mehrere Jahre. Gründe dafür waren zum einen die mit Beginn der Weltwirtschaftskrise 1929 herrschende Finanzknappheit der amerikanischen Regierung und andererseits, was der gewichtigere Grund war, die Machtergreifung der Nationalsozialisten 1933 und die Abneigung des US-Präsidenten Franklin D. Roosevelt diesen gegenüber. Mit dem Botschafter William Edward Dodd, der an der Universität Leipzig studiert hatte, wählte Roosevelt einen Kenner Deutschlands aus. Dodd mochte Hitler nicht, vermied gemeinsame Dinners und lehnte es selbst zu den Olympischen Spielen 1936 ab, das an so prominenter Stelle gelegene Palais Blücher instand zu setzen, um Hitler damit zu ärgern.
Nachdem Albert Speer 1938 seine Pläne zum Umbau Berlins zur Welthauptstadt Germania vorgestellt hatte und sich abzeichnete, dass der Botschaftsstandort an der Bendlerstraße würde aufgegeben werden müssen, ließ Dodds Nachfolger Hugh Robert Wilson das Palais Blücher instand setzen.
Vom 1. April 1939 an nutzte man es als Botschaft, allerdings ohne einen offiziellen Botschafter, da am 16. November 1938 Wilson aus Protest gegen die Novemberpogrome von Roosevelt zurückbeordert wurde. Neben den beiden Wilson nachfolgenden Geschäftsträgern (Chargé d’Affaires) Alexander Comstock Kirk und Leland B. Morris arbeitete auch der später sehr bedeutende Historiker und Diplomat George F. Kennan als Legationssekretär in der Botschaft.
Mit Beginn des Zweiten Weltkriegs am 1. September 1939 wurden die diplomatischen Beziehungen zwischen den USA und dem Deutschen Reich nicht eingestellt. Am 11. Dezember 1941, vier Tage nach dem japanischen Angriff auf Pearl Harbor, erklärte das Deutsche Reich den USA den Krieg. Die Botschaft wurde geschlossen und das Botschaftspersonal für fünfeinhalb Monate in einem ehemaligen Hotel in Bad Nauheim interniert.
Während des Krieges verwaltete die Botschaft der neutralen Schweiz das US-Botschaftsgebäude, das zum Teil zerstört wurde. 

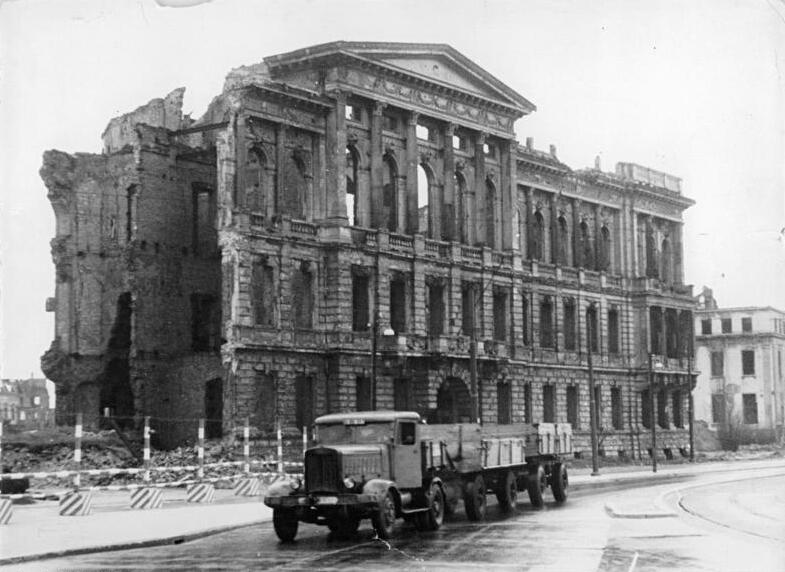
Ruine der Botschaft, März 1957

Das Kriegsende war verbunden mit der Aufteilung Berlins in eine Viersektorenstadt. Die Amerikaner waren in ihrem Sektor mit eigenen „Berlin Brigade“ genannten Truppen präsent. Bedarf für eine Botschaft entstand erst 1955, allerdings in Bonn am Rhein, als Nachfolger des bisherigen Hochkommissariats. Die Anerkennung der DDR ließ auf sich warten. Das teilzerstörte Palais Blücher befand sich im Sperrgebiet der Sektorengrenze zwischen Ost- und West-Berlin und wurde daher im April 1957 auf Anordnung des Ministerrats der DDR abgerissen.
Nach dem Krieg befand sich in West-Berlin in der Clayallee in Dahlem eine Vertretung der USA, die Botschaft in der Bundesrepublik Deutschland war in Bonn.

### 1977–2008: Im ehemaligen Warenhaus für Armee und Marine
Die Botschaft der USA bei der DDR (nicht: Botschaft der USA in der DDR, wegen des Viermächtestatus von Berlin) befand sich seit 1977 in der Neustädtischen Kirchstraße 4/5 im Gebäude des ehemaligen Warenhauses für Armee und Marine, welches seit 1935 Haus des Deutschen Handwerks- und Gewerbekammertages hieß.
Am 20. Januar 1984 baten sechs DDR-Bürger in der amerikanischen Botschaft in Ost-Berlin um politisches Asyl.
Nach der politischen Wende wurden die Botschaft in Mitte und die Vertretung im West-Berliner Dahlem zusammengefasst zur Außenstelle der Amerikanischen Botschaft in Berlin; die US-Botschaft befand sich weiterhin in Bonn.
Mit dem Umzug der deutschen Bundesregierung nach Berlin am 7. Juli 1999 wurde das Gebäude in der Neustädtischen Kirchstraße zum offiziellen Sitz der US-Botschaft in Deutschland. Die Unterbringung dort war jedoch nur eine Übergangslösung bis zum Umzug in den Botschaftsneubau am Pariser Platz. Nach dem erfolgten Umzug gab es Überlegungen, das bundeseigene Gebäude der Tschechischen Republik zu übertragen und im Gegenzug das Palais Lobkowicz in Prag zu übernehmen. Seit 2008 steht das Gebäude im Zentrum des ehemaligen Regierungsviertels leer.

### Seit 2008: Neues Botschaftsgebäude am Pariser Platz
Das Grundstück des früheren Palais Blücher am Pariser Platz 2 ging nach der deutschen Wiedervereinigung 1990 wieder in den Besitz der USA über, die immer Eigentümer geblieben waren. Die Regierung der USA beschloss 1992, ihre Botschaft an diesem historischen Standort wieder zu errichten. Eine 1993 dort aufgestellte Tafel verkündete den Neubau einer US-Botschaft auf diesem historischen Grundstück.
Der Gebäudeentwurf aus dem Jahr 1996 stammt vom kalifornischen Architekturbüro Moore Ruble Yudell. Wettbewerbsentwurf, Planung und Ausführung waren eine Zusammenarbeit von Moore Ruble Yudell mit dem Planungsbüro Gruen Associates.
Der Baubeginn verzögerte sich mehrere Jahre, da der Plan mehrfach überarbeitet werden musste. Schwierigkeiten bereiteten dabei die Vereinbarkeit von Sicherheitsbedürfnissen der Vereinigten Staaten mit dem Berliner Interesse, den Pariser Platz in seiner Gänze frei zugänglich zu belassen. Anlass für die verschärften Sicherheitsvorgaben der Amerikaner waren die Terroranschläge auf die US-Botschaften in Tansania und Kenia am 7. August 1998 sowie die Anschläge am 11. September 2001. Für die 25 Meter breite Sicherheitszone an der Rückseite wurde die Behrenstraße für 1,8 Millionen Euro verschwenkt, woran sich die USA mit 1,5 Millionen Euro beteiligten. Des Weiteren wurden – wie bei der benachbarten Britischen Botschaft – versenkbare Betonpoller rund um das Gebäude errichtet, um Fahrzeuge auf Abstand zum Gebäude zu halten.
Am 6. Oktober 2004 machten der US-Botschafter Dan Coats, der deutsche Innenminister Otto Schily und der Regierende Bürgermeister Klaus Wowereit gemeinsam den ersten Spatenstich. Richtfest konnte am 10. Oktober 2006 gefeiert werden.

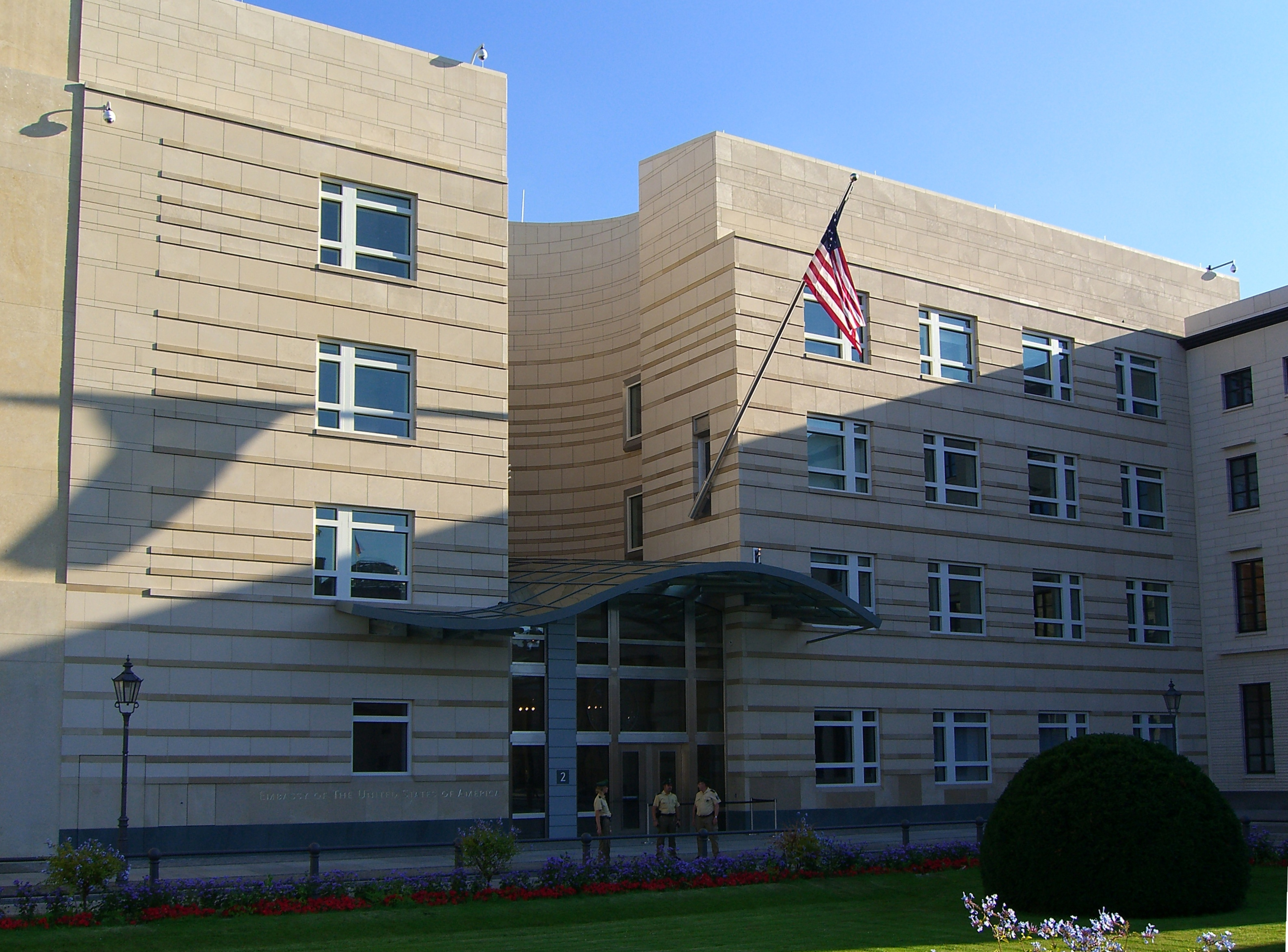
Botschaft der USA am Pariser Platz, rechts angeschnitten das neue Haus Sommer

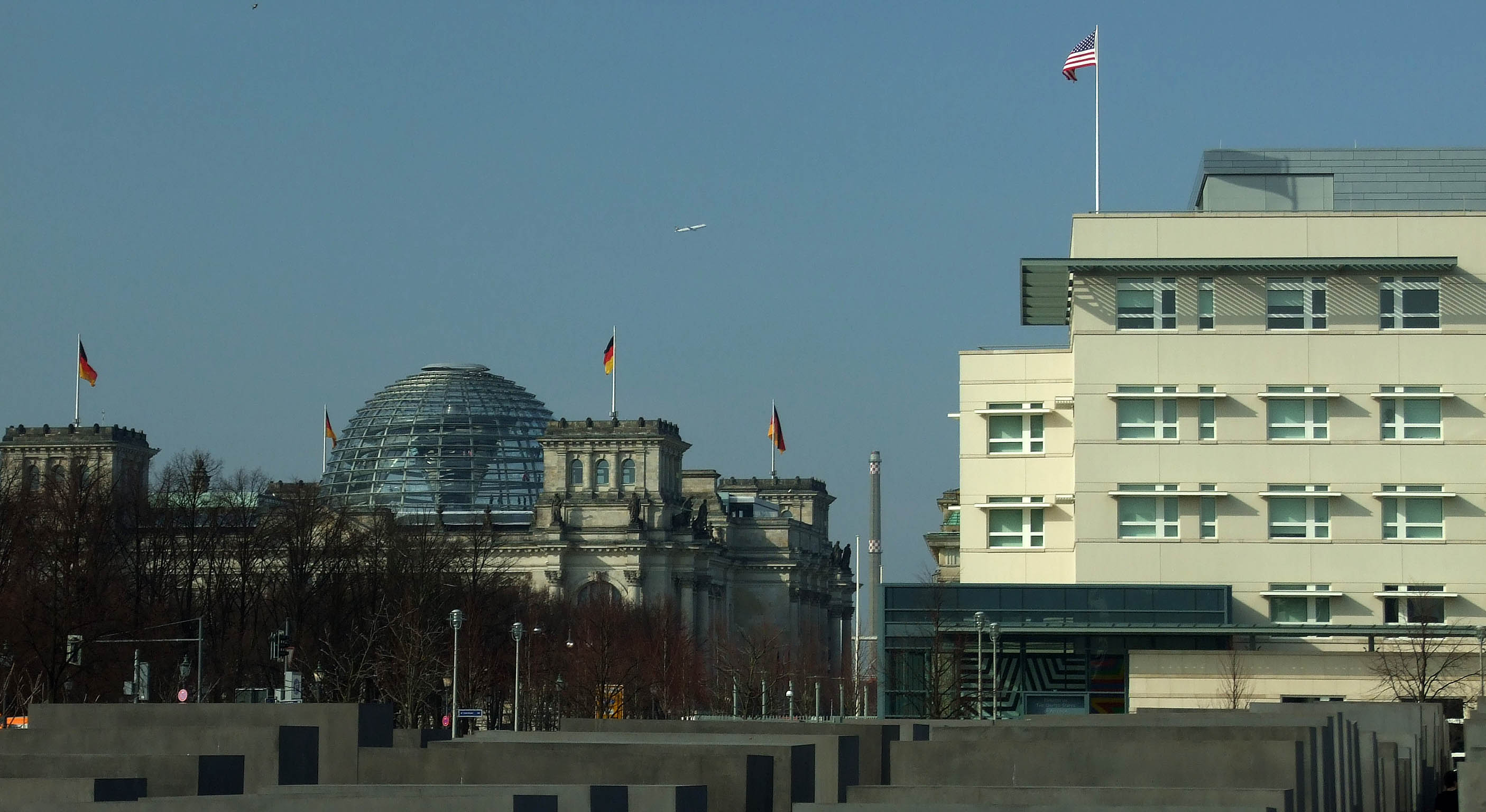
Botschaft in Nachbarschaft zum Denkmal für die ermordeten Juden Europas und dem Reichstagsgebäude

Der Neubau füllte die letzte Bebauungslücke am Pariser Platz. Für den Bau waren ursprünglich 180 Millionen US-Dollar geplant, der US-Kongress drückte jedoch die verfügbare Summe auf 120 Millionen US-Dollar (rund 95 Millionen Euro).
Das neue Botschaftsgebäude am Pariser Platz wurde am 4. Juli 2008, dem Nationalfeiertag der USA, im Beisein des früheren US-Präsidenten George Bush sr. offiziell eröffnet, die Diplomaten bezogen es allerdings bereits Ende Mai 2008. Damit löste das Berliner Gebäude das Schloss Deichmannsaue in Bonn ab, das seit 1955 Sitz der Botschaft der Vereinigten Staaten in der Bundesrepublik Deutschland gewesen war. Zuvor befand sich dort der Sitz des Hohen Kommissars des Landes in der zu jenem Zeitpunkt nicht souveränen Bundesrepublik.
Neben der Kanzlei als Botschaft im engeren Sinne gehört auch das Konsulat an der Clayallee in Dahlem dazu, sowie die Residenz des Botschafters und Dienstwohnungen weiterer hochrangiger Diplomaten.
Von Juni 2020 bis Februar 2022, ab dem Abtritt von Richard Grenell, war die Botschaft ohne Botschafter und wurde von Geschäftsträgern geleitet – so lange wie nie zuvor seit dem Zweiten Weltkrieg. Von Februar 2022 bis Juli 2024 vertrat mit Amy Gutmann erstmals eine Frau die Vereinigten Staaten im vereinten Deutschland. Seit dem 26. Juli 2024 hat Alan Meltzer das Amt des Geschäftsträgers ad interim (Chargé d’Affaires) inne.

## Kontroversen

### Architektur des Neubaus
Das Gebäude ist viereinhalb Stockwerke hoch und orientiert sich architektonisch an den umgebenden Gebäuden. In deutschen Medien stieß der Neubau auf Ablehnung bis hin zu Entsetzen, bemängelt wurde vor allem der „Festungs“-Charakter sowie die „Banalität“ der Fassade.

### Überwachung von Passanten

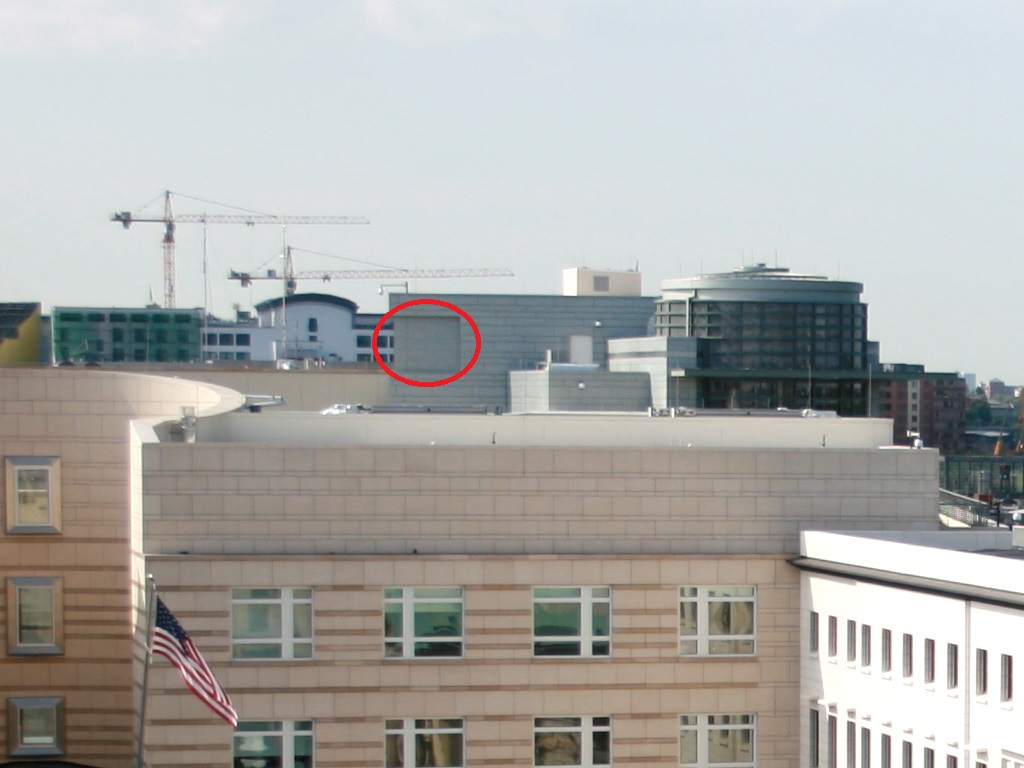
In der verblendeten Dachetage befinden sich mutmaßlich die Abhöreinrichtungen der NSA.

Nach einem Bericht der Berliner Zeitung vom November 2010 werden die Passanten der US-Botschaft in Berlin von einer Spezialeinheit ohne Wissen des Bundesinnenministeriums überwacht, wie es auch bei anderen US-Botschaften in Europa geschieht.

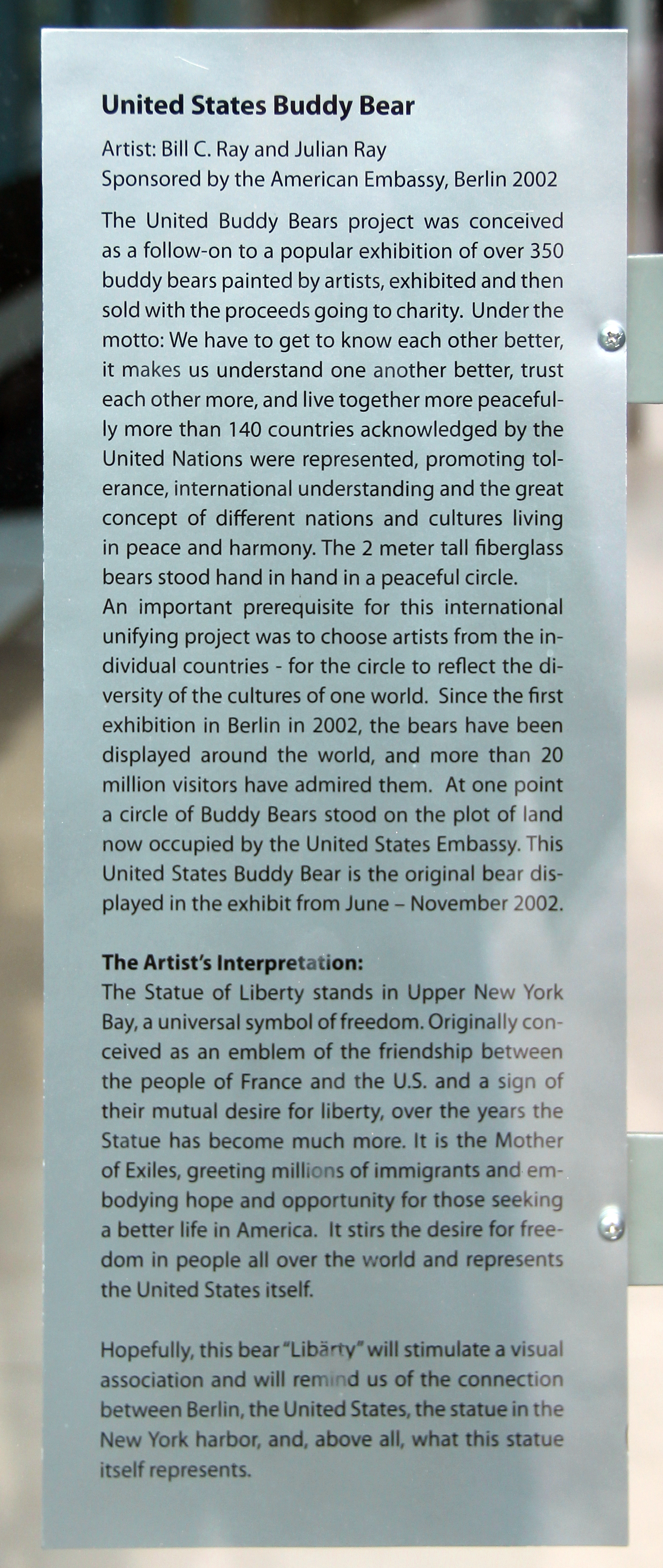
Gedenktafel mit Hinweis auf die Ausstellungen der United Buddy Bears 2002 und 2003, damals noch auf dem unbebauten Gelände der US-Botschaft – Die Aktion stand unter dem Motto: „Wir müssen uns besser kennenlernen. Dies weckt mehr Verständnis und Vertrauen füreinander. Es lässt die 140 Nationen, die von den Vereinten Nationen anerkannt sind, friedlicher zusammenleben mit dem Bestreben, Toleranz, internationale Verständigung sowie das große Konzept der verschiedenen Nationen und Kulturen, die in Frieden und Harmonie leben, zu fördern.“

### Spekulationen über ein NSA-Abhörzentrum
In die Schlagzeilen kam die Botschaft erneut im Oktober 2013. Im Zusammenhang mit der Überwachungs- und Spionageaffäre 2013 verdichtete sich der Verdacht, dass von dort aus seit 2002 im Auftrag der Regierung der Vereinigten Staaten Mobilfunkgespräche im gesamten Regierungsviertel im Rahmen des Einstein-Projekts durch Mitarbeiter der US-Geheimdienste NSA und CIA abgehört würden. Medienberichten zufolge soll insbesondere das Handy der Bundeskanzlerin Angela Merkel betroffen gewesen sein. Das Botschaftsgebäude soll bereits bei seinem Bau spezielle Einrichtungen der Abhörtechnik erhalten haben, die sich nach Angaben des Enthüllungsjournalisten Duncan Campbell im Dachgeschoss hinter einer Verblendung aus speziellem dielektrischen Material befinden. Auch vom ARD-Magazin Panorama veröffentlichte Aufnahmen einer Wärmebildkamera legen dies nahe. Auf konkrete Nachfrage zu den Dachinstallationen reagierte der damalige US-Botschafter John B. Emerson ausweichend.
Das Bundesamt für Verfassungsschutz kündigte an, im Gegenzug seine Spionageabwehr auszubauen. Bundesinnenminister Hans-Peter Friedrich sprach im Zusammenhang mit dem vermuteten Abhörbetrieb in der US-Botschaft von einer Straftat nach deutschem Recht, von einer Verletzung der Souveränität Deutschlands sowie von einer Erschütterung des Vertrauens in den Bündnispartner USA, verlangte eine lückenlose Aufklärung der Vorwürfe und drohte juristische Schritte an.
Im November 2013 erklärte der Generalbundesanwalt Harald Range, ihm sei „bewusst, dass schon die Einleitung eines Ermittlungsverfahrens im politisch-diplomatischen Bereich eine ganz schwerwiegende Nachricht sein könnte.“ Ein Kommentar bei Zeit Online vermutete daraufhin, dass der Grund dafür die Gefahr eines „schweren Nachteils für die Bundesrepublik Deutschland“ gemäß § 153d StPO sein dürfte. Am 4. Juni 2014 erklärte der Generalbundesanwalt jedoch, dass er „wegen des Verdachts geheimdienstlicher Agententätigkeit im Zusammenhang mit der möglichen Ausspähung eines Mobiltelefons der Bundeskanzlerin“ am Vortag ein Ermittlungsverfahren gegen Unbekannt eingeleitet habe. Vorerhebungen hätten „zureichende tatsächliche Anhaltspunkte erbracht, dass unbekannte Angehörige US-amerikanischer Nachrichtendienste ein Mobiltelefon der Bundeskanzlerin […] Merkel ausgespäht haben.“ Unter Beobachtung seiner Behörde bleibe die „mögliche massenhafte Erhebung von Telekommunikationsdaten der Bevölkerung durch britische und US-amerikanische Nachrichtendienste“. Daraufhin erklärte das US-Außenministerium, der „angemessenste Weg“, das Thema zu behandeln, seien „diplomatische Kanäle“. Nachdem im Juli 2014 bekannt geworden war, dass deutsche Stellen Behörden der Vereinigten Staaten in weiteren Fällen der Spionage verdächtigen, darunter der Fall des BND-Mitarbeiters Markus R., der aus der Botschaft der Vereinigten Staaten in Wien gesteuert worden sein soll, forderte die Bundesregierung den obersten Repräsentanten der US-Geheimdienste in der Berliner Botschaft (station chief der CIA, Joint Intelligence Service) am 10. Juli 2014 auf, das Land zu verlassen. Diese diplomatische Maßnahme gilt als Affront und wird gewöhnlich nur gegen Agenten sogenannter „Paria-Staaten“ angewandt. Nach Informationen des Nachrichtenmagazins Bloomberg News soll US-Botschafter Emerson bei einer erneuten Vorladung am 9. Juli 2014 der Bundesregierung ein Spionage-Abkommen nach dem Vorbild des Five-Eyes-Abkommens angeboten haben, das sie jedoch unter anderem wegen deutscher Datenschutzbestimmungen abgelehnt habe. Später wurde die Abgabe eines solchen Angebots dementiert. Während sich im Juli 2014 Berichte über US-Spionage-Aktivitäten im Regierungs- und Politikbetrieb der deutschen Hauptstadt mehrten, stieß die darüber entfachte öffentliche Aufregung in Deutschland vielfach auf Kritik und Unverständnis in den Vereinigten Staaten. Wie die Nachrichtenagentur Associated Press im September 2014 berichtete, soll die CIA ihrem Geheimdienst seit Juli 2014 „unilaterale Operationen“ mit angeworbenen Informationsquellen in Europa einstweilen untersagt haben; das Nachrichtenmagazin Der Spiegel deutete das Moratorium als eine Reaktion der CIA auf die Empörung über die Enttarnung eines deutschen Doppelagenten und die NSA-Affäre.